# Martín Carrera (estación)
Martín Carrera es una de las estaciones que forman parte del Metro de la Ciudad de México, es una terminal de correspondencia perteneciente a la Línea 4 y la Línea 6, siendo a la vez la estación terminal norte de la primera y la terminal oriente de la segunda. Se ubica al norte de la Ciudad de México, en la alcaldía Gustavo A. Madero.

## Información general
Se localiza en la colonia Martín Carrera, razón por la cual recibió ese nombre. Su isotipo está representado por el busto del general Martín Carrera Sabat, quien fuera presidente interino de México entre agosto y septiembre de 1855.

### Afluencia
Las siguientes tablas muestran la afluencia de la estación (por línea) en los últimos 10 años:
| Afluencia Anual de Pasajeros (Línea 4) | Afluencia Anual de Pasajeros (Línea 4) | Afluencia Anual de Pasajeros (Línea 4) | Afluencia Anual de Pasajeros (Línea 4) | Afluencia Anual de Pasajeros (Línea 4) | Afluencia Anual de Pasajeros (Línea 4) |
| -------------------------------------- | -------------------------------------- | -------------------------------------- | -------------------------------------- | -------------------------------------- | -------------------------------------- |
| Año                                    | Afluencia                              | A Diario                               | Ranking                                | Incremento                             | Ref.                                   |
| 2023                                   | 6,772,676                              | 18,855                                 | 65°/195                                | +11.34%                                | [ 2 ]                                  |
| 2022                                   | 6,083,116                              | 16,666                                 | 62°/195                                | +57.18%                                | [ 3 ]                                  |
| 2021                                   | 3,870,053                              | 10,602                                 | 77°/195                                | -10.54%                                | [ 4 ]                                  |
| 2020                                   | 4,325,824                              | 11,819                                 | 81°/195                                | -36.55%                                | [ 5 ]                                  |
| 2019                                   | 6,818,051                              | 18,679                                 | 94°/195                                | -19.10%                                | [ 6 ]                                  |
| 2018                                   | 8,427,289                              | 23,088                                 | 68°/195                                | -4.15%                                 | [ 7 ]                                  |
| 2017                                   | 8,791,991                              | 24,087                                 | 59°/195                                | -2.18%                                 | [ 8 ]                                  |
| 2016                                   | 8,988,150                              | 24,557                                 | 60°/195                                | +0.44%                                 | [ 9 ]                                  |
| 2015                                   | 8,948,541                              | 24,516                                 | 60°/195                                | +5.11%                                 | [ 10 ]                                 |
| 2014                                   | 8,513,869                              | 23,325                                 | 69°/195                                | +4.00%                                 | [ 11 ]                                 |

| Afluencia Anual de Pasajeros (Línea 6) | Afluencia Anual de Pasajeros (Línea 6) | Afluencia Anual de Pasajeros (Línea 6) | Afluencia Anual de Pasajeros (Línea 6) | Afluencia Anual de Pasajeros (Línea 6) | Afluencia Anual de Pasajeros (Línea 6) |
| -------------------------------------- | -------------------------------------- | -------------------------------------- | -------------------------------------- | -------------------------------------- | -------------------------------------- |
| Año                                    | Afluencia                              | A Diario                               | Ranking                                | Incremento                             | Ref.                                   |
| 2023                                   | 8,628,975                              | 23,641                                 | 36°/195                                | +12.31%                                | [ 2 ]                                  |
| 2022                                   | 7,683,190                              | 21,049                                 | 39°/195                                | +42.81%                                | [ 12 ]                                 |
| 2021                                   | 5,380,137                              | 14,740                                 | 44°/195                                | -12.50%                                | [ 13 ]                                 |
| 2020                                   | 6,149,003                              | 16,800                                 | 41°/195                                | -44.30%                                | [ 14 ]                                 |
| 2019                                   | 11,038,852                             | 30,243                                 | 42°/195                                | +1.69%                                 | [ 15 ]                                 |
| 2018                                   | 10,855,147                             | 29,740                                 | 44°/195                                | +7.32%                                 | [ 16 ]                                 |
| 2017                                   | 10,114,832                             | 27,711                                 | 49°/195                                | +6.16%                                 | [ 17 ]                                 |
| 2016                                   | 9,527,638                              | 26,031                                 | 53°/195                                | -17.51%                                | [ 18 ]                                 |
| 2015                                   | 11,549,979                             | 31,643                                 | 40°/195                                | +3.03%                                 | [ 19 ]                                 |
| 2014                                   | 11,210,767                             | 30,714                                 | 41°/195                                | -7.54%                                 | [ 20 ]                                 |

## Conectividad

### Salidas
- Por línea 4 al norte: Eje 1 Oriente Avenida Ferrocarril Hidalgo, Colonia Constitución de la República.
- Por línea 4 al sur: Avenida Gral. Mariano Arista, esquina Eje 5 Norte Calz. San Juan de Aragón (CETRAM Martín Carrera), Colonia 15 de Agosto.
- Por línea 6 al norte: Eje 5 Norte Calz. San Juan de Aragón y Avenida Gral. Mariano Arista, Colonia Martín Carrera.
- Por línea 6 al sur: Eje 5 Norte Calz. San Juan de Aragón y Eje 1 Oriente Avenida Ferrocarril Hidalgo, Colonia Martín Carrera.
- Por línea 4 al norponiente: Avenida Gral. Mariano Arista (entrada al CETRAM), Colonia Martín Carrera.

### Conexiones
Existen conexiones con las estaciones y paradas de diversos sistemas de transporte:
- Línea 5 del Trolebús.
- Línea 6 del Metrobús.
- Algunas rutas del RTP.
- La estación cuenta con un CETRAM.